# 8679 Тінґстеде
8679 Тінґстеде (8679 Tingstäde) — астероїд головного поясу, відкритий 2 березня 1992 року.
Тіссеранів параметр щодо Юпітера — 3,218.